# Néa Lykógianni
Néa Lykógianni är en ort i Grekland.   Den ligger i prefekturen Nomós Imathías och regionen Mellersta Makedonien, i den norra delen av landet, 300 km norr om huvudstaden Aten. Néa Lykógianni ligger 35 meter över havet och antalet invånare är 633.
Terrängen runt Néa Lykógianni är platt åt nordost, men åt sydväst är den kuperad. Runt Néa Lykógianni är det ganska tätbefolkat, med 129 invånare per kvadratkilometer. Närmaste större samhälle är Véroia, 6,1 km sydväst om Néa Lykógianni. Trakten runt Néa Lykógianni består till största delen av jordbruksmark.